# Lîmareve, Ohtîrka
Lîmareve (în ucraineană Лимареве) este un sat în comuna Komîși din raionul Ohtîrka, regiunea Sumî, Ucraina.

## Demografie
Componența lingvistică a localității Lîmareve
     Ucraineană (91,67%)
     Belarusă (8,33%)
Conform recensământului din 2001, majoritatea populației localității Lîmareve era vorbitoare de ucraineană (91,67%), existând în minoritate și vorbitori de belarusă (8,33%).